# Wereldbeker veldrijden 2007-2008
De Wereldbeker veldrijden van het seizoen 2007-2008 (officieel: UCI Cyclo-cross World Cup presented by Safety Jogger) werd gehouden van 21 oktober 2007 tot 20 januari 2008. Voor het eerst in de geschiedenis van het veldrijden zou er een wereldbekerwedstrijd in de Verenigde Staten georganiseerd worden. Door financiële problemen werd deze veldrit echter afgelast.
De wereldbeker bestond uit de volgende categorieën:
- Mannen elite: 23 jaar en ouder (geen klassement)
- Vrouwen elite: 17 jaar en ouder (geen klassement)
- Mannen beloften: 19 t/m 22 jaar
- Jongens junioren: 17 t/m 18 jaar

## Mannen elite

### Kalender en podia
| Datum      | Locatie     | Eerste        | Tweede           | Derde            |
| ---------- | ----------- | ------------- | ---------------- | ---------------- |
| 21/10/2007 | Kalmthout   | Zdeněk Štybar | Sven Nys         | Francis Mourey   |
| 27/10/2007 | Tábor       | Sven Nys      | Klaas Vantornout | Lars Boom        |
| 11/11/2007 | Pijnacker   | Lars Boom     | Bart Wellens     | Klaas Vantornout |
| 24/11/2007 | Koksijde    | Sven Nys      | Erwin Vervecken  | Lars Boom        |
| 02/12/2007 | Igorre      | Sven Nys      | Bart Wellens     | Klaas Vantornout |
| 08/12/2007 | Milaan      | Afgelast      | Afgelast         | Afgelast         |
| 26/12/2007 | Hofstade    | Sven Nys      | Bart Wellens     | Lars Boom        |
| 13/01/2008 | Liévin      | Lars Boom     | Bart Wellens     | Francis Mourey   |
| 20/01/2008 | Hoogerheide | Lars Boom     | Bart Wellens     | Erwin Vervecken  |

### Eindklassement
Er was geen officieel eindklassement. 
Er konden punten verdiend worden voor de UCI-ranking. 

### Uitslagen
| #  | Naam                | Tijd    |
| -- | ------------------- | ------- |
| 1  | Zdeněk Štybar       | 1:01.02 |
| 2  | Sven Nys            | + 0.33  |
| 3  | Francis Mourey      | + 0.35  |
| 4  | Sven Vanthourenhout | zt      |
| 5  | Klaas Vantornout    | zt      |
| 6  | Bart Wellens        | + 0.43  |
| 7  | Christian Heule     | + 0.45  |
| 8  | Kevin Pauwels       | + 0.48  |
| 9  | Richard Groenendaal | zt      |
| 10 | Enrico Franzoi      | + 0.56  |

| #  | Naam               | Tijd    |
| -- | ------------------ | ------- |
| 1  | Sven Nys           | 1:05.22 |
| 2  | Klaas Vantornout   | + 0.13  |
| 3  | Lars Boom          | + 0.18  |
| 4  | Bart Wellens       | + 0.33  |
| 5  | Zdeněk Štybar      | + 0.41  |
| 6  | Francis Mourey     | + 0.46  |
| 7  | Petr Dlask         | + 0.50  |
| 8  | Christian Heule    | + 0.52  |
| 9  | Steve Chainel      | + 0.54  |
| 10 | Radomir Simunek Jr | + 0.58  |

| #  | Naam                | Tijd    |
| -- | ------------------- | ------- |
| 1  | Lars Boom           | 1:06.54 |
| 2  | Bart Wellens        | + 0.14  |
| 3  | Klaas Vantornout    | + 0.32  |
| 4  | Petr Dlask          | + 0.42  |
| 5  | Sven Nys            | + 0.45  |
| 6  | Erwin Vervecken     | + 0.50  |
| 7  | Zdeněk Štybar       | + 0.55  |
| 8  | Gerben de Knegt     | + 1.00  |
| 9  | Enrico Franzoi      | + 1.22  |
| 10 | Richard Groenendaal | + 1.43  |

| #  | Naam                | Tijd    |
| -- | ------------------- | ------- |
| 1  | Sven Nys            | 1:07.37 |
| 2  | Erwin Vervecken     | + 0.04  |
| 3  | Lars Boom           | zt      |
| 4  | Klaas Vantornout    | + 0.11  |
| 5  | Bart Wellens        | + 0.21  |
| 6  | Richard Groenendaal | + 0.23  |
| 7  | Sven Vanthourenhout | + 0.29  |
| 8  | Bart Aernouts       | + 0.41  |
| 9  | Wilant van Gils     | + 0.46  |
| 10 | Gerben De Knegt     | + 1.02  |

| #  | Naam                | Tijd    |
| -- | ------------------- | ------- |
| 1  | Sven Nys            | 1:05.33 |
| 2  | Bart Wellens        | + 0.15  |
| 3  | Klaas Vantornout    | + 0.30  |
| 4  | Erwin Vervecken     | + 0.59  |
| 5  | Richard Groenendaal | + 1.04  |
| 6  | Sven Vanthourenhout | + 1.26  |
| 7  | Francis Mourey      | + 1.36  |
| 8  | Thijs Al            | + 1.53  |
| 9  | Christian Heule     | + 2.24  |
| 10 | Bart Aernouts       | zt      |

| #  | Naam                | Tijd    |
| -- | ------------------- | ------- |
| 1  | Sven Nys            | 1:06.25 |
| 2  | Bart Wellens        | + 0.14  |
| 3  | Lars Boom           | zt      |
| 4  | Sven Vanthourenhout | + 2.05  |
| 5  | Erwin Vervecken     | zt      |
| 6  | Richard Groenendaal | + 2.12  |
| 7  | Wilant van Gils     | + 2.19  |
| 8  | Bart Aernouts       | + 2.23  |
| 9  | Klaas Vantornout    | + 2.27  |
| 10 | Gerben de Knegt     | zt      |

| #  | Naam            | Tijd    |
| -- | --------------- | ------- |
| 1  | Lars Boom       | 1:04.18 |
| 2  | Bart Wellens    | + 0.17  |
| 3  | Francis Mourey  | + 0.47  |
| 4  | Erwin Vervecken | + 1.36  |
| 5  | John Gadret     | + 1.48  |
| 6  | Kevin Pauwels   | + 1.51  |
| 7  | Zdeněk Štybar   | + 1.56  |
| 8  | Sven Nys        | + 1.57  |
| 9  | Radomír Šimůnek | + 1.58  |
| 10 | Gerben de Knegt | + 1.59  |

| #  | Naam                | Tijd    |
| -- | ------------------- | ------- |
| 1  | Lars Boom           | 1:04.43 |
| 2  | Bart Wellens        | + 0.36  |
| 3  | Erwin Vervecken     | + 1.12  |
| 4  | Sven Vanthourenhout | + 1.22  |
| 5  | Richard Groenendaal | zt      |
| 6  | John Gadret         | + 1.34  |
| 7  | Kevin Pauwels       | + 1.49  |
| 8  | Jonathan Page       | + 1.58  |
| 9  | Gerben de Knegt     | zt      |
| 10 | Bart Aernouts       | zt      |

## Vrouwen elite

### Kalender en podia
| Datum      | Locatie     | Eerste               | Tweede               | Derde                    |
| ---------- | ----------- | -------------------- | -------------------- | ------------------------ |
| 21/10/2007 | Kalmthout   | Daphny van den Brand | Katherine Compton    | Christel Ferrier-Bruneau |
| 11/11/2007 | Pijnacker   | Katherine Compton    | Daphny van den Brand | Reza Hormes-Ravenstijn   |
| 24/11/2007 | Koksijde    | Daphny van den Brand | Katherine Compton    | Maryline Salvetat        |
| 08/12/2007 | Milaan      | Daphny van den Brand | Helen Wyman          | Christel Ferrier-Bruneau |
| 26/12/2007 | Hofstade    | Maryline Salvetat    | Daphny van den Brand | Reza Hormes-Ravenstijn   |
| 13/01/2008 | Liévin      | Hanka Kupfernagel    | Maryline Salvetat    | Laurence Leboucher       |
| 20/01/2008 | Hoogerheide | Hanka Kupfernagel    | Maryline Salvetat    | Helen Wyman              |

### Eindklassement
Er was geen officieel eindklassement. 
Kampioenschappen:  Wereldkampioenschappen · 
 Europese kampioenschappen · 
 Belgische kampioenschappen · 
 Nederlandse kampioenschappen
Klassementen:  Wereldbeker · 
 Superprestige · 
 GvA Trofee · 
 TOI TOI Cup · 
 Challenge national
1993-1994 · 1994-1995 · 1995-1996 · 1996-1997 · 1997-1998 · 1998-1999 · 1999-2000 · 2000-2001 · 2001-2002 · 2002-2003 · 2003-2004 · 2004-2005 · 2005-2006 · 2006-2007 · 2007-2008 · 2008-2009 · 2009-2010 · 2010-2011 · 2011-2012 · 2012-2013 · 2013-2014 · 2014-2015 · 2015-2016 · 2016-2017 · 2017-2018 · 2018-2019 · 2019-2020 · 2020-2021 · 2021-2022 · 2022-2023 · 2023-2024 · 2024-2025